# Marianne Thyssen
Marianne Leonie Petrus Thyssen (Sint-Gillis-Waas, 24 juli 1956) is een Belgische christendemocratisch politica voor CD&V (Europese Volkspartij).
In de periode 2014-2019 was ze Europees Commissaris voor Werk, Sociale Zaken, Vaardigheden en Arbeidsmobiliteit in de Europese Commissie onder leiding van Jean-Claude Juncker. Tussen 1991 en 2014 was ze lid van het Europees Parlement. Van 2008-2010 was Thyssen Algemeen Voorzitter van CD&V. Ze was ook lokaal politiek actief in de gemeente Oud-Heverlee in de periode 1995-2008.

## Levensloop

### Jeugd
Thyssen groeide als een van drie kinderen op in een bakkersfamilie in Sint-Gillis-Waas. Ze volgde secundair onderwijs aan het Lyceum in Wachtebeke en de O.L.V.-Presentatie in Sint-Niklaas. Daarna studeerde zij rechten aan de Katholieke Universiteit Leuven, waar ze in 1979 afstudeerde als licentiate.

### Carrière
Na haar studies was Marianne Thyssen van 1979 tot 1980 assistent aan de rechtsfaculteit van de KU Leuven bij professor dr. Raf Verstegen (Romeins Recht).
Eind 1980 ging ze aan de slag als juridisch adviseur bij de christelijke middenstandsbonden NCMV en CMBV. In 1988 werd ze directeur van de studiedienst van NCMV. In die functie nam ze Kris Peeters in dienst, die later Vlaams minister-president en Europees Parlementslid werd. In 1991 was Thyssen kortstondig waarnemend secretaris-generaal van NCMV.
Van 1986 tot 1988 was ze ook deeltijds juridisch medewerker op het kabinet van de toenmalige Staatssecretaris voor Volksgezondheid en Gehandicaptenbeleid, Wivina Demeester.
Op vraag van toenmalig CVP-voorzitter Herman Van Rompuy kwam Thyssen in juni 1989 op bij de Europese verkiezingen, als eerste opvolger op de lijst. In december 1991 werd ze ter opvolging van Karel Pinxten effectief lid van het Europees Parlement voor CVP en opvolger CD&V. Dat bleef ze onafgebroken tot en met oktober 2014, waarna ze lid werd van de Europese Commissie onder leiding van Jean-Claude Juncker.
Thyssen specialiseerde zich in het Europees Parlement in de sociaal-economische dossiers in de brede zin van het woord (consumentenbescherming, handelspraktijken, voedingswetgeving, interne markt, euro). Ze was onder meer rapporteur voor de hervorming van de Economische Monetaire Unie (EMU) en de invoering van het nieuw Europees bankentoezicht (Single Supervisory Mechanism). Gedurende haar parlementaire carrière was Thyssen van 1992 tot 2002 actief in de commissie Economische en Monetaire Zaken en Industriebeleid, in 1999 herdoopt tot de Economische en Monetaire Commissie, en zetelde ze van 2002 tot 2004 in de commissie Juridische Zaken en Interne Markt, van 2004 tot 2009 in de commissie Interne Markt en Consumentenbescherming en van 2009 tot 2014 in de commissie Economische en Monetaire Zaken. Van 1999 tot 2014 was Thyssen tevens Belgisch delegatieleider binnen de christendemocratische EVP-fractie en van 2004 tot 2009 eerste ondervoorzitter van deze fractie. 
In 2013 kwam Thyssen in de belangstelling toen uit uitgelekte documenten bleek dat tabaksgigant Philip Morris haar beschouwde als een parlementslid op wie de tabakslobby geen vat kon krijgen. Ook de bescherming van de Nederlandse taal in Europa was jarenlang een van haar politieke stokpaardjes. In het Europees Parlement was Thyssen ook lange tijd voorzitter van de bierclub.
Als CD&V-lijsttrekker bij de Europese Parlementsverkiezingen van mei 2014 zette Marianne Thyssen een sterke score neer met 340.026 voorkeurstemmen. Na haar aanstelling in november 2014 tot Europees Commissaris voor Werk, Sociale Zaken, Vaardigheden en Arbeidsmobiliteit slaagde Thyssen er in om het sociaal beleid in het hart van de politieke agenda van de Commissie te plaatsen. Belangrijke verwezenlijkingen betroffen het goedkeuren van de ‘Europese pijler voor sociale rechten’ op de eerste Europese sociale top in 20 jaar te Göteborg in Zweden, de herziening van de regels voor gedetacheerde werknemers om sociale dumping aan te pakken (op basis van het principe ‘gelijk loon voor gelijk werk op dezelfde plaats’), de oprichting van de ‘Europese Arbeidsautoriteit’, de reglementering van blootstellingslimieten tegen kankerverwekkende stoffen op het werk, nieuwe wetgeving om belangrijke producten en diensten toegankelijk te maken voor mensen met een handicap, de ‘Vaardighedenagenda voor Europa’ (European Skills Agenda), ERASMUS Pro, en de volledige integratie van sociale indicatoren in de jaarlijkse cyclus van economische beleidscoördinatie gericht aan de EU lidstaten (het Europees semester) – onder meer via een Europees sociaal scorebord.
In de periode 2015-2019 was Marianne Thyssen een van de ondervoorzitters van de Europese Volkspartij.
Van 1996 tot 2001 was Thyssen samen met Trees Merckx-Van Goey nationaal ondervoorzitter van de CVP. Op 15 mei 2008 werd ze verkozen tot algemeen voorzitter van CD&V, een functie die ze uitoefende tot 23 juni 2010. Na haar verkiezing voor het voorzitterschap gaf ze ontslag uit haar lokale mandaten in de gemeente Oud-Heverlee, waar ze tussen 1995-2008 politiek actief was als gemeenteraadslid en vanaf 2001 de functie van eerste schepen uitoefende. Als schepen was Thyssen bevoegd voor Informatie en Communicatie, Gelijkekansenbeleid, Land- en Tuinbouw, Senioren, Gezin, Kinderopvang en Europese Aangelegenheden.
Marianne Thyssen was boegbeeld en kandidaat-premier voor CD&V bij de vervroegde federale verkiezingen van juni 2010. Hoewel ze als aanvoerder van de Senaatslijst met 322.540 stemmen een puik persoonlijk resultaat neerzette, kon ze niet verhinderen dat CD&V in de nasleep van de val van de regering-Leterme II en het gebrek aan communautaire resultaten, een verkiezingsnederlaag leed. Hoewel binnen haar partij niemand haar als oorzaak van de nederlaag zag en niemand haar ontslag vroeg, besloot ze de eer aan zichzelf te houden en stapte ze op 23 juni op als partijvoorzitter. Ze besloot ook haar mandaat in de Senaat niet op te nemen en in het Europees Parlement te blijven zetelen.
Naast haar activiteiten in de Belgische en Europese politiek was Thyssen ook bestuurder bij o.m. Markant, het Vlaams-Europees Verbindingsagentschap (2011-2015) en de Associatieraad van de KU Leuven, haar alma mater.
In 2018 kondigde Marianne Thyssen op eigen initiatief haar afscheid van de actieve politiek aan. Ze maakte duidelijk dat ze geen mandaat meer zou opnemen na afloop van haar lidmaatschap van de Commissie Juncker. In mei 2019 ondersteunde ze nog wel de CD&V-lijst voor de Europese Parlementsverkiezingen als lijstduwer. Thyssen werd niet verkozen.
In november 2019 werd ze door de raad van bestuur van de KU Leuven verkozen als nieuwe voorzitter, waarvoor ze de enige kandidaat was. Ze wordt daarmee de opvolger van professor Herman Daems. Op 1 juni 2020 nam ze de functie ook effectief op.

## Overzicht deelname politieke verkiezingen
- Senaat 18 mei 2003 - voorlaatste opvolger kieskring Vlaanderen - CD&V
- Europees Parlement 13 juni 2004 - 2e plaats kieskring Vlaanderen - CD&V-N-VA - verkozen
- Gemeenteraad 8 oktober 2006 - Oud-Heverlee - 1e plaats - CDV-N-VA - verkozen
- Europees Parlement 7 juni 2009 - 2e plaats kieskring Vlaanderen - CD&V - verkozen
- Senaat 13 juni 2010 - 1e plaats kieskring Vlaanderen - CD&V - verkozen (322.540 voorkeurstemmen). Ze koos ervoor te blijven zetelen in het Europees Parlement en werd in de Senaat vervangen door Dirk Claes, die 35.756 voorkeurstemmen behaalde.[11]